# Robin Polák
Robin Polák (* 1978 in Prag) ist ein deutscher Regisseur und Drehbuchautor.

## Leben
Drei Jahre nach seiner Geburt emigrierte seine Familie nach Deutschland. Seit 1984 lebt Polák in Berlin. Nach dem Abitur arbeitete er als Setrunner und Tonmann bei internationalen Kinofilmen, absolvierte Praktika und ein Volontariat bei MTV. Danach drehte er diverse Kurzfilme, Trailer und Werbungen und realisierte als Regisseur zwei Staffeln der MTV-Serie Ulmens Auftrag mit Nora Tschirner und Christian Ulmen. Später drehte Polák seinen Kurzspielfilm Alice im Niemandsland ebenfalls mit Tschirner und Ulmen. 2015 drehte Polák den Kurzfilm Oskarreif mit Devid Striesow in der Hauptrolle, der seine Deutschlandpremiere beim Max Ophüls Festival feierte. 2016 entstand der Kurzfilm Speechless mit Heike Makatsch, der unter anderem zum besten Kurzfilm 2016 beim internationalen Cambridge Film Festival gewählt wurde.

## Filmografie (Auswahl)
- 2001: Rotze
- 2002: Kalte Tage
- 2003: Green Lines
- 2004: Ulmens Auftrag Staffel 1[1]
- 2005: Ulmens Auftrag Staffel 2[1]
- 2006: Alice im Niemandsland
- 2015: Oskarreif
- 2016 Speechless

## Auszeichnungen
- 2023 Winner FOX Award "Mächtig Betrieb" - Deutsche Bahn
- 2023 Winner BDKom Award "Mächtig Betrieb" - Deutsche Bahn
- 2023 Winner BCM Award "Mächtig Betrieb" - Deutsche Bahn
- 2021 Winner Orson Award as Headwriter "Beste Serie - Drama" - Makel II
- 2017 Winner „Audience Award Best Short“ Newport Beach Film Festival – Speechless
- 2017 Winner „Audience Award Best International Short“ Festival Internacional de Cine Lanzarote – Speechless
- 2017 Winner "Best International Short" Cleveland International Film Festival
- 2017 Winner "Audience Award" Cine Globe Film Festival
- 2017 Winner "Audience Award" Micro & Films Film Festival
- 2017 Winner "Best Narrative Short Film" San Luis Obispo International Film Festival
- 2017 Winner "Best Foreign Film" Red Dirt International Film Festival
- 2017 Winner "Best International Short" Audi Dublin International Film Festival
- 2017 Winner "Best International Short" Audience Award Palencia Film Festival
- 2017 Winner "Outstanding Foreign Language Film Award" - Snowtown Film Festival
- 2017 Winner "Audience Award" - Allgäuer Filmfeschdival
- 2016 Winner "Press Jury Award" - Amarcord Film Festival
- 2016 Winner "Best of Fest" - St. Louis International Film Festival
- 2016 Winner "Best Short Film 2016"  - Cambridge Film Festival
- 2016 Winner "Jury Award" - XXIII International Independent Film Festival Publicystyka
- 2016 Bronze – PR Klappe
- 2016 Gold - The One Club  (Online Film)
- 2016 Silver - Spotlight Festival
- 2016 Bronze - ADC
- 2013 Gold CCA – FFF International
- 2011 Bronze - Public’s Choice Award Spotlight Festival
- 2010 Gold - Mobius Awards
- 2010 Gold - AICP Awards NYC
- 2009 Silver - New York Advertising Awards
- 2009 Gold - Young Director Award Cannes